# Karl Renner

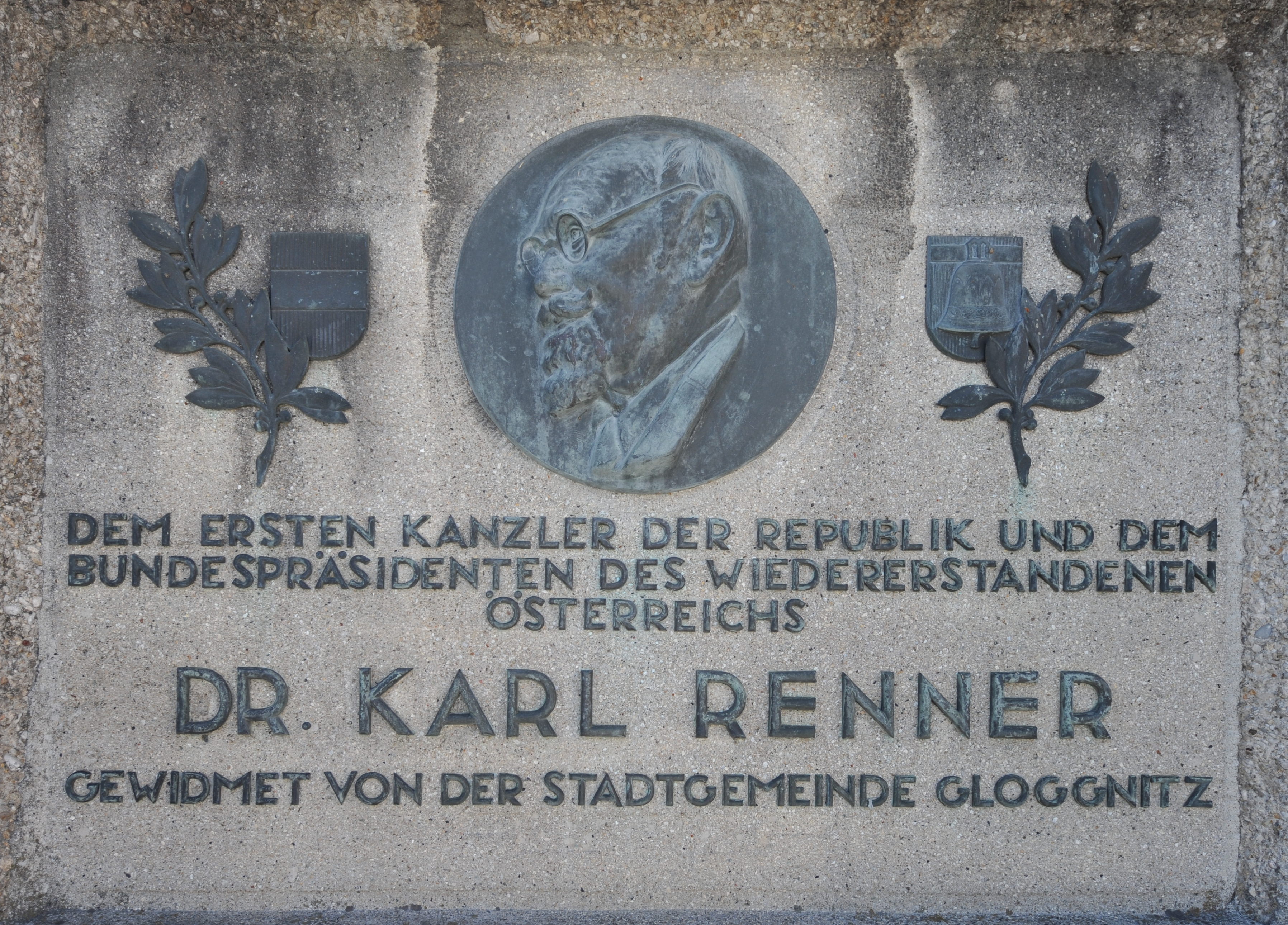
Dr. Karl Renner-Brücke (Gloggnitz), autor: Ailura

Karl Renner ( [kaʁl ˈʀɛnɐ]; 14. prosince 1870 Dolní Dunajovice – 31. prosince 1950 Vídeň) byl rakouský sociolog a marxisticky orientovaný politik Sociálně demokratické strany Rakouska. V letech 1918–1920 byl prvním kancléřem Rakouské republiky. V letech 1945–1950, až do své smrti, zastával funkci prvního spolkového prezidenta druhé Rakouské republiky.

## Biografie
Pocházel ze zchudlé rolnické rodiny z Moravy z dvojčat – jako druhý v pořadí je v matrice zapsán bratr Anton. Studoval na mikulovském gymnáziu. V letech 1889–1894 studoval práva na Vídeňské univerzitě. Roku 1898 získal titul doktora práv. Působil jako domácí učitel a roku 1895 nastoupil jako knihovník do Říšské rady.

### Politická kariéra za Rakouska-Uherska
Politicky aktivní byl již za Rakouska-Uherska. Sblížil se se sociálně demokratickým hnutím a začal publikovat v jejich tisku (zpočátku pod pseudonymem Synopticus, aby neriskoval svou úřední dráhu). Zaměřoval se na otázky národohospodářské i národnostní. Napsal známou knihu Staat und Nation, v které se vehementně zasazoval za „národnostní princip“. Federalismus považoval za logické uspořádání mnohonárodního státu, jakým bylo Rakousko-Uhersko. Pro jednotlivé národnosti doporučoval širokou míru kulturní a školské autonomie, centrální vláda měla disponovat správními, hospodářskými a bezpečnostními kompetencemi. Místo teritoriálního rozhraničení prosazoval personální autonomii. V tomto ohledu s ním souhlasil například i český sociální demokrat Bohumír Šmeral.
Poté, co bylo zavedeno rovné a všeobecné volební právo, vstoupil do aktivní politiky. Ve volbách do Říšské rady roku 1907 se stal poslancem Říšské rady (celostátní parlament), kam byl zvolen za okrsek Dolní Rakousy 42. Usedl do poslanecké frakce Klub německých sociálních demokratů. Opětovně byl zvolen za týž obvod i ve volbách do Říšské rady roku 1911 a ve vídeňském parlamentu setrval do zániku monarchie. Kromě toho byl také poslancem Dolnorakouského zemského sněmu.

### Rakouským kancléřem
Jeho politická kariéra vyvrcholila po zániku monarchie. Od 30. října 1918 do 7. července 1920 zastával úřad rakouského kancléře a v tomto období stál v čele tří po sobě jdoucích vlád (první vláda Karla Rennera, druhá vláda Karla Rennera a třetí vláda Karla Rennera). V druhé vládě (od 15. března 1919) zároveň zastával post ministra školství Rakouska a ministra vnitra Rakouska a od 26. července 1919 i ministra zahraničních věcí Rakouska. Ve své třetí vládě od 17. října 1919 již byl opět výlučně kancléřem. V čele rakouské vlády musel řešit složité vyjednávání o Saint-Germainské mírové smlouvě, která formálně ukončila existenci rakouského státu z doby před rokem 1918 a místo něj vytvořila malé Rakousko obklopené nástupnickými státy. Důraz na zahraniční politiku si udržel i po odchodu z kancléřského křesla, protože v následující první vládě Michaela Mayra zastával do 22. října 1920 nadále pozici ministra zahraničních věcí.
Pak ustoupil do pozadí, ale nadále zůstával občasným parlamentním řečníkem své strany při významných událostech. V roce 1927 uvažoval o možnosti velké, pravolevé koalice, ale nakonec tuto variantu zamítl, stejně jako při opakovaných úvahách o takovém uspořádání v roce 1931. Až do roku 1933 byl opatrným stoupencem připojení Rakouska k Německu v rámci práva na sebeurčení, zároveň ale usiloval o nové a korektní vztahy s Československem a Itálií. V roce 1931 ho sociální demokracie navrhovala na funkci rakouského prezidenta, od téhož roku byl předsedou Národní rady Rakouska (rakouský parlament). V březnu 1933 na tuto funkci ovšem na přání své strany rezignoval.
Poté, co v roce 1934 skončila parlamentní vláda v Rakousku a začal austrofašistický režim, se zpočátku neúspěšně snažil o smírné řešení politické krize využitím svých kontaktů v Křesťansko-sociální straně, pak byl po jistou dobu vězněn a následně se zcela stáhl z veřejného života. V referendu v roce 1938, konaném zpětně po provedení anšlusu, podporoval připojení Rakouska k Německu a na podzim toho roku uvítal také Mnichovskou dohodu a připojení Sudet k Říši. Válečné roky strávil ve městě Gloggnitz a zabýval se sociologickými a právními otázkami.

### Rakouským prezidentem
Do vrcholové politiky se vrátil na konci války. Od 27. dubna 1945 do 20. prosince 1945 byl opět kancléřem (čtvrtá vláda Karla Rennera) a reprezentoval obnovený rakouský stát vůči spojeneckým okupačním orgánům. Následně se stal prezidentem Rakouska a úřad zastával až do své smrti 31. prosince 1950. Podobně jako po roce 1918 i nyní se významně zasloužil o obnovu země a parlamentní vlády v Rakousku.